# Esclin Syndo
Az Esclin Syndo trip-hop és rock stílusokat ötvöző pécsi-budapesti zenekar az A38 Hajó és a magyarországi fesztiválok rendszeres fellépője. A 2003-ban, Pécsett alakult zenekar az első olyan magyar csapat, akik az ABC tehetségkutatón a nemzetközi dobogóra jutottak. A Berger Dalma-Sándor Dániel szerzőpáros 2006-ban alakította újjá a zenekart – Ratkóczi Huba gitáros, Kolozsi Péter basszusgitár és Somló Dániel dobossal.
Az ES borongós-álmodozó trip-hop alapokat újraértelmezve lavíroz a new wave, az indusztriális rock és az elektronika között. Sleeping Traveler címmel elkészült első nagylemezük 2009 februárjában. Az album a CLS Hungary-nél jelent meg fizikai és digitális formában.

## Története
A kezdetben instrumentális zenének indult, basszus és szólógitárokon Bordás Péter (ex-Carbon Cage, Műhód), szintetizátoron és szemplereken Sándor Dániel játszott. Hamar csatlakozott hozzájuk Csernák “Samu” Zoltán (Singas Project), aki a zenekar nevét adta (a név egy éjszakai álomban jelent meg). Samu csak pár próba erejéig maradt tag. Péter egyik multiformációs koncertje után ismerkedett meg Berger Dalmával (Zagastic, Singas Projekt), és felajánlott neki egy éneklős szereplést az alakuló együttesben. A duóból trió lett.
Az első, bemutatkozó koncert 2005. áprilisban volt, az Apolló mozi (korábban Kossuth mozi) aljában lévő Trafik nevű klubban, Pécsett. Erre az alkalomra csatlakozott élő dobokkal Bánky Géza és szólógitárral Pozsgai “Pozsi” Tamás (Zsűri, Somló Tamás band). Az együttes a sikeres fellépés után hírnevet szerzett a pécsi zenei körökben. Nyár közepén csatlakozott az együtteshez állandó gitárosnak Kováts “Svájci” László, és vele kiegészülve történt a zenekar következő fellépése, a nemzetközi fiatalok találkozóján – International Culture Week in Pécs -, a pécsi Séta tér nagy színpadán. Ekkor döntött úgy a Quatuor zenekar, hogy – Dalma és Dani tanulmányai, valamint a többszörös fellépések miatt – felköltözzön Budapestre. A 2005-ös Sziget fesztivál tehetségkutató koncertje után felfigyelt rájuk az újra szervezett Kultiplex klub vezetősége, akinek annyira tetszett a zenekar egyénisége, hogy megegyeztek velük egy több koncertből álló fellépéssorozatban a következő hónapokban. A szeptemberi, első kultiplexes koncertjükre csatlakozott ötödik tagként Péter unokatestvére, Máté “Kukker” Róbert a dobok mögött.
A zenekar igazi nagy berobbanása a magyar zenei közszférába 2005 novemberben volt, az első ABC nemzetközi tehetségkutatón, az A38 Hajón. Több száz jelentkező közül nyerték meg a magyar versenyt. Ezzel bejutottak a bécsi Planet klubban megrendezett nemzetközi versenybe. Az év végén a dobokat Bolygó “Dundi” Bence vette át, Kukker az egyéb ütős hangszerekkel foglalkozott. A zenekar hatfősre bővült.
2006-ban a zenekar a jelentős magyar klubok (Süss Fel Nap, Sark, Kultiplex, A38) és fesztiválok (PEN, Sziget – Want2 színpad –, Donau-Insel, Pécsi Gasztronómiai Fesztivál, ...) állandó szereplője lett. Egyik legkiemelkedőbb koncertjük az ABC tehetségkutató fesztivál döntője volt május 1-jén Bécsben, ahol a zenekar harmadik helyen végzett a nemzetközi mezőnyben. Ekkor már rendszeresen játszottak az Anima Sound System, Žagar és a Neo előzenekaraként.
A PANKKK könnyűzenei pályázatának elnyerése után az együttes nagy lemezt készített Sellyei Tamással, aki többek között a Neo producere volt. Első rögzített számuk, az Icon, felkerült egy másik, Heritage névre hallgató, korábban felvett számmal együtt a Danubius Disco válogatásra. A zenekar zenéjét ekkor Angliában is játszották. Ez év nyarán a zenekar megvált Kukkertől és Svájcitól. Ekkor került az együttesbe Tóth Mátyás (gitár). Év végén eltérő művészeti irányzatok miatt egy időre feloszlott a zenekar, és ekkor Bordás Péter (alapító tag, fő zeneszerző), Dundi és Mátyás kiszállt a zenekarból.

## Korábbi tagok
- Bordás Péter – basszusgitár
- Kováts "Svájci" László – gitár
- Máté "Kukker" Róbert – dobok és ütőhangszerek
- Bolygó "Dundi" Bence – dobok
- Tóth Mátyás – gitár